# Īlī Bolāgh
Īlī Bolāgh (persiska: يلی بُلاغ, يگلی بُلاغ, ايلی بلاغ) är en ort i Iran.   Den ligger i provinsen Zanjan, i den nordvästra delen av landet, 300 km väster om huvudstaden Teheran. Īlī Bolāgh ligger 1 315 meter över havet och antalet invånare är 870.
Terrängen runt Īlī Bolāgh är varierad. Īlī Bolāgh ligger nere i en dal.Runt Īlī Bolāgh är det ganska glesbefolkat, med 47 invånare per kvadratkilometer. Närmaste större samhälle är Māhneshān, 11,0 km nordväst om Īlī Bolāgh. Trakten runt Īlī Bolāgh består i huvudsak av gräsmarker.